# 동제염거화상탑지
동제염거화상탑지(銅製廉巨和尙塔誌)는 대한민국 강원특별자치도 춘천시 국립춘천박물관에 있는, 얇은 동판에 통일신라 선종승인 염거화상이 844년에 전화한 내용을 해서체를 쌍구체기법으로 전각한 것이다. 2015년 4월 22일 대한민국의 보물 제1871호로 지정되었다.

## 개요
이 염거화상탑지는 얇은 동판에 통일신라 선종승인 염거화상이 844년에 전화한 내용을 해서체를 쌍구체기법으로 전각한 것이다. 염거화상(?~844)은 진전사 원적선사 도의의 제자로 가지산문의 2대 조(祖)로 알려진 인물이다. 동판에 새겨진 탑지의 내용은 비록 소략하지만 단정한 글씨체는 당시의 서체 연구에 좋은 자료가 되며 축조의 정교한 끌 자국은 금속공예 기술의 우월함을 잘 대변해 준다. 무엇보다 이 몇 줄의 명문을 통해 당대 최고의 고승인 염거의 행적이 밝혀졌을 뿐 아니라 한국 승탑의 효시가 되는 염거화상탑의 축조시기를 규명하는 결정적인 자료라는 점에서 이미 국보로 지정된 염거화상탑과 함께 국가지정문화재로 지정·보호하는 것이 타당하다고 보았다.

## 명문
會昌四秊歲次甲子季

秋之月兩旬九日遷化

廉巨和尙塔去𥼶迦牟

𡰱佛入𣵀槃一千八百四

秊矣

　當此囯慶膺大王之時

 — 회창 4년 간지가 갑자이던 해 9월 29일에 천화한(돌아간) 염거화상의 탑으로 석가모니불이 열반에 든 지 1804년이 지나서인데, 이 나라 경응 대왕(문성왕)의 때이다.
강삼혜, "염거화상탑지와 탑에 대한 고찰", 국립춘천박물관 소장품조사연구보고서 Ⅰ: 선림원종 · 염거화상탑지 (2014. 12.), 150.

## 같이 보기
- 염거

## 참고 자료
- 동제염거화상탑지 - 국가유산청 국가유산포털